# Rollfilmkamera

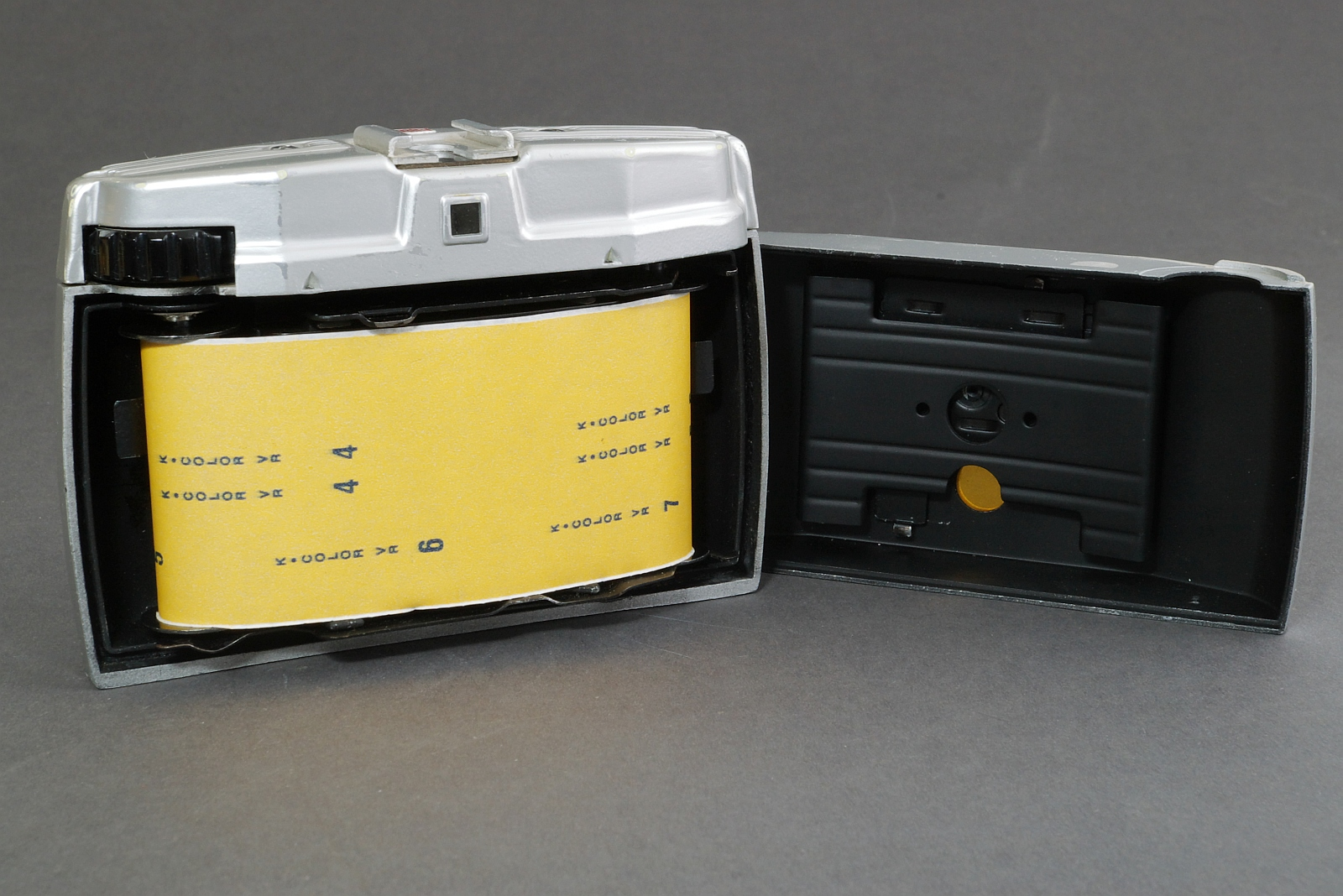
Bilora Bella 44 mit eingelegtem 127er Rollfilm

Als Rollfilmkamera bezeichnet man einen Fotoapparat, der Rollfilm als Aufnahmematerial verwendet; sie lösten die Plattenkameras ab, die den Kameramarkt von 1839 bis etwa 1890 dominiert hatten.
Entgegen einer weit verbreiteten Irrmeinung war der Kodak Nr. 1 der Eastman Dry Plate Company (ab 1889 dann The Eastman Company) nicht die erste Rollfilmkamera, denn bereits 1881 wurde beispielsweise die so genannte Detektivkamera von Thomas Bolas konstruiert und zum Patent angemeldet.
Erfunden wurde die Rollkassette mit Negativpapier von Leon Warnerke in London, der bereits 1875 eine funktionsfähige Kamera mit Rollfilm auf Kollodium-Basis sowie ab 1881 mit Gelatine-Emulsion konstruiert hatte.
Rollfilmkameras entwickelten sich in Bezug auf die Kamerabauform aus den Hand- und Geheimkameras der 1860er und 1870er Jahre; sie bilden außerdem die Grundlage für die erfolgreichen Boxkameras, die zwischen 1910 und 1960 am Markt waren. Prinzipiell ist auch jede heutige analoge Kleinbild- und Mittelformatkamera eine Rollfilmkamera, da heute nur noch Großformatkameras mit Planfilm, also nicht gerolltem Film, arbeiten.